# Xynenon bondii
Xynenon bondii är en skalbaggsart som först beskrevs av Francis Polkinghorne Pascoe 1859.  Xynenon bondii ingår i släktet Xynenon och familjen långhorningar. Inga underarter finns listade i Catalogue of Life.